# Shitai, Huaibei
Shitai (kinesiska: 石台) är en köping  i östra Kina. Den ligger i stadsdistriktet Duji i staden Huaibei i provinsen Anhui, omkring 240 kilometer norr om provinshuvudstaden Hefei. Antalet invånare är 45360. Befolkningen består av 22 277 kvinnor och 23 083 män. Barn under 15 år utgör 17,0 %, vuxna 15-64 år 73 %, och äldre över 65 år 8,0 %.